# Adolph Kohut
Pour les articles homonymes, voir Kohut.
Adolph Kohut (né le 10 novembre 1848 à Mindszent, comitat de Csongrád et mort le 21 ou le 22 novembre 1917, à Berlin-Grunewald) est un journaliste germano-hongrois, historien littéraire et culturel, biographe, conférencier et traducteur du hongrois.

## Biographie
Adolph Kohut est l'un des treize enfants du très pauvre et dévot érudit du Talmud Jacob Kohut. Il étudie de 1866 à 1868 au séminaire de Breslau tout comme son frère aîné Alexander. Puis il étudie la nouvelle philologie et l'histoire de l'art pendant deux semestres à l'Université de Breslau puis à l'Université Frédéric-Guillaume de Berlin. À Vienne, il suit des cours pendant trois ans à l'Université de Vienne et en 1878, il reçoit son doctorat.
En 1872, il est amené à la rédaction du Breslauer Nachrichten par Karl von Holtei. En 1873, il est rédacteur en chef du Düsseldorfer Zeitung. Leopold Ullstein l'emploie en 1878 à la Tribüne de Berlin et un peu plus tard au Berliner Zeitung. Il édite ensuite le magazine Deutsches Heim. Illustriertes Unterhaltungsblatt für alle Stände,. Comme de nombreux autres journalistes, Kohut est également poursuivi dans divers procès en vertu de la loi sur la presse de l'Empire (de). Dans un cas, le procureur exige qu'il soit emprisonné pendant six semaines pour avoir enfreint le § 7, § 18 et § 19 (Loi sur la presse).
Le 13 septembre 1884, il est expulsé de Prusse comme « étranger importun » après avoir prétendument écrit un article attaquant violemment Bismarck. En réalité, il a été expulsé de Berlin à l'instigation de l'antisémite Adolf Stöcker, qui a milité pour cela auprès du ministre Robert von Puttkamer. Pendant les cinq années suivantes, il vit à Dresde. Par une lettre du Conseil de légation de Prusse en Saxe par le comte Karl August von Dönhoff datée du 21 décembre 1889 Kohut est autorisé à retourner à Berlin. En avril 1890, il y arrive. Comme Kohut l'a écrit, Bismarck lui-même n'a jamais fait campagne pour son expulsion,.
Déjà malade depuis 1915, Adolph Kohut décède dans la nuit du 21 au 22 novembre 1917 dans son appartement berlinois au 7 Courbiérestrasse. Il n'y a pas de nécrologie dans l' Allgemeine Zeitung des Judentums, et le Gemeindebote (Berlin) ne le mentionne pas non plus à l'occasion de sa mort.
Adolph Kohut a non seulement dû faire face à des contemporains allemands conservateurs libéraux ou antisémites, mais aussi (citation : "Certaines des personnalités traitées protestent directement ou par l'intermédiaire de leurs amis contre le fait qu'ils étaient et sont juifs, ou descendants d'Israélites") avec ses contemporains religieux.
Adolph Kohut est l'auteur de plus de 120 livres et monographies et de centaines d'articles de revues. Il est également connu comme traducteur du hongrois. Ce qui reste est sa traduction Sándor Petőfi. Il dédie de nombreuses œuvres à Goethe, Schiller, Kleist, Wieland et d'autres. Il écrit également plusieurs livres sur Bismarck et Ferdinand Lassalle. En tant que juif avoué, il publie de nombreux écrits sur des personnalités juives, la diffamation du sang et d'autres choses. Il s'oppose publiquement à l'antisémitisme. Kohut est également un contributeur prolifique à la bibliothèque universelle de Reclam (de). Il se fait connaître par ses nombreux ouvrages sur les compositeurs. Pendant la Première Guerre mondiale, comme beaucoup d'Allemands, il prend des positions chauvines envers la France. Beaucoup de ses œuvres sont réimprimées sous forme de fac-similés longtemps après sa mort. La base de données Kalliope contient 147 manuscrits pour Adolph Kohut. Il s'agit notamment de cinq lettres à Edmund Kretschmer (de), de quarante-sept lettres à Wolfgang Kirchbach (de) et d'un total de treize lettres aux rédacteurs du « Literarisches Centralblatt für Deutschland » Friedrich Zarncke et Eduard Zarncke (de). Une lettre de Kohut à Wilhelm Raabe et Emil Rittershaus (de). Aussi une lettre de Wilhelm Busch à Kohut. Une succession d'Adolph Kohut n'est pas connue dans les archives. Kohut fait don de sa photographie avec la dédicace "M. SW Racken ici avec beaucoup de respect et de dévotion, RÉDACTEUR Dr. ADOLPH KOHUT, 4 novembre 1976 » par le photographe G. Overbeck, Düsseldorf.
Il est marié depuis 1877 à la prima donna Elisabeth Mannstein (1843-1926) ; qui travaille sur les scènes européennes pendant plusieurs années et plus récemment travaille comme professeur de chant à Berlin. De ce mariage naît le fils Oswald Kohut (de) (1877-1951) Un de ses petits-fils est Oswald Adolph Kohut (de).

## Honneurs
- 1892 Chevalier de l'Ordre de François-Joseph
- 1905 membre correspondant de la Société Petofi de l'Académie hongroise des sciences[28]
- 1910 Conseil impérial (nommé par l'empereur François-Joseph Ier)
- Croix d'or du Mérite avec couronne
- Médaille du mérite pour les arts et les sciences avec couronne
- 1912 Doctorat honorifique de l'Université de Cluj